# Tarik Barri

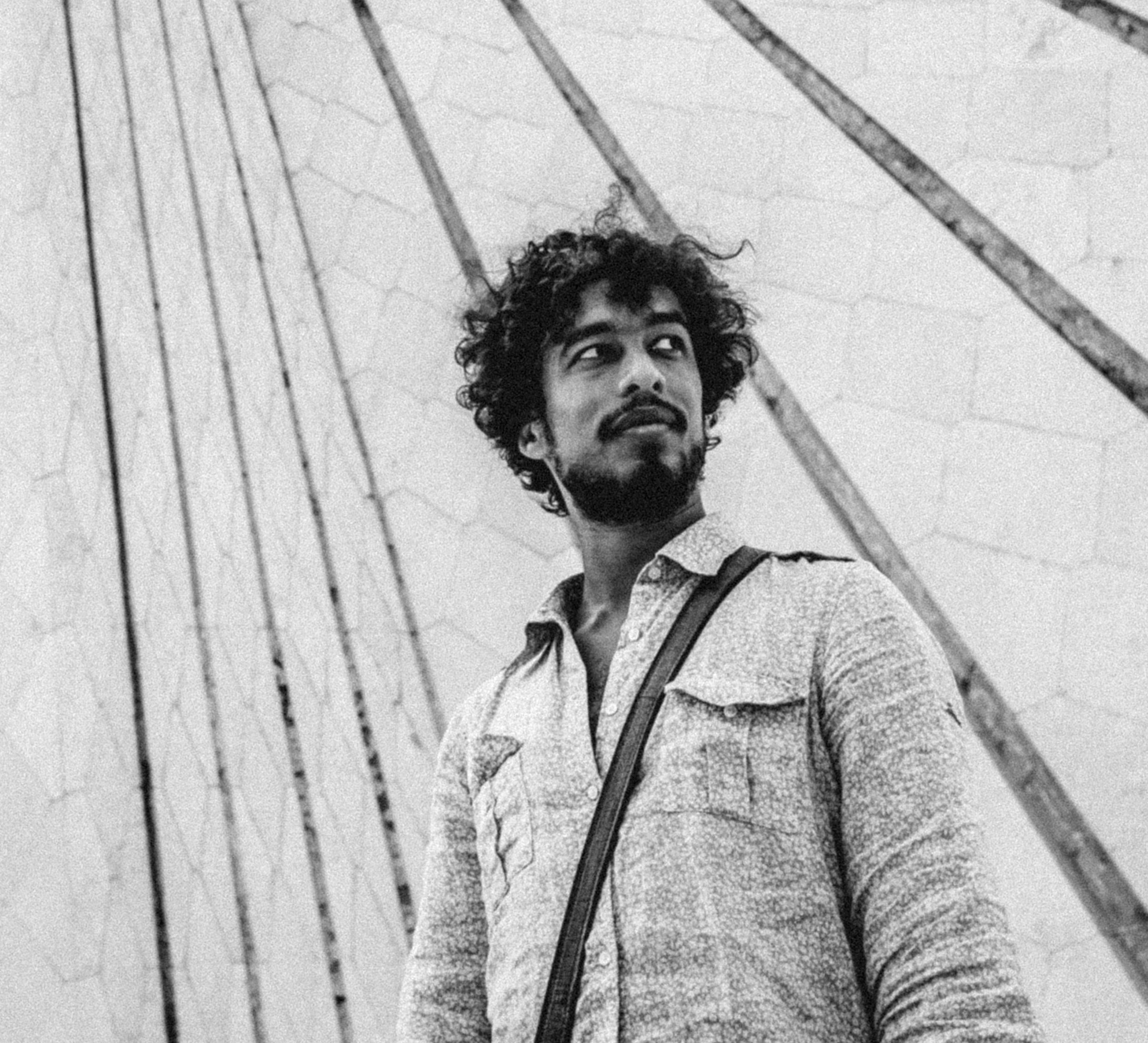
Tarik Barri

Tarik Barri (Arnhem, 1978) is een Nederlandse audiovisuele componist, woonachtig in Berlijn. Hij programmeerde zijn eigen audiovisuele software Versum. In deze 3d realtime virtuele wereld beweegt de actor door audiovisuele objecten, die door hun eigenschappen en constellatie samen een compositie vormen. Hij heeft samengewerkt met Radiohead, Atoms for Peace, Sote, Nicolas Jaar, Monolake en anderen.

## Biografie
Barri is geboren in Arnhem. Hij woonde in Saoedi-Arabië van zijn vijfde tot tiende levensjaar. Nadat hij naar Nederland teruggekeerd was, studeerde hij aanvankelijk Architectuur en Psychology, en uiteindelijk Audio Design op de Hogeschool voor de Kunsten Utrecht, nadat John Peel een nummer van hem gedraaid had op de BBC.

## Versum
Barri programmeerde Versum als een middel om 3d muziek te maken. De vlucht door deze 3d wereld vol visuele en auditieve elementen, bepaalt de melodie en ritmes en daarmee de compositie. In 2011 gebruikte Barri de software voor 't eerst als begeleiding bij de muziek  van Robert Henke (Monolake). Vervolgens begeleidde Barri onder andere Nicolas Jaar en Paul Jebannasem.

## Thom Yorke
Nadat Barri de video gemaakt had voor Judge, Jury and Executioner van Atoms for Peace, vroeg Thom Yorke hem de band en zijn solotours (beide samen met producer Nigel Godrich) visueel te begeleiden.
In 2018 werd de samenwerking met Yorke voor het project City Rats tijdens ISM Hexadome in Berlijns Institute for Sound and Music geïntensiveerd. Deze 360 graden audiovisuele compositie van Yorke en Barri toont vervormde beelden van Yorke op 6 schermen, en audio via 54 speakers.